# Esben Aakjær
Esben Aakjær (født 2. juli 1911 i Jenle, død 30. november 1958) var en dansk journalist, sømand, flytelegrafist og foredragsholder.
Han var søn af Jeppe Aakjær og Nanna Aakjær og voksede op på Jenle sammen med den tre år ældre søster, Solveig Åkjær.

## Liv
Da faderen døde i 1930 måtte Esben vende hjem fra sit arbejde ved et landbrug i Island.
I 1934-35 var han militærnægter i Kompedallejren, hvor han sluttede venskab med journalisten Børge Outze.
Senere foretog han en årelang rejse, der bragte ham gennem Tyskland, Polen, Jugoslavien, Grækenland og Egypten, hvorfra han sejlede til Australien og New Zealand. Han fortsatte over Stillehavet og via Honolulu og Hawaii til Los Angeles.
Da 2. verdenskrig brød ud i september 1939 opholdt han sig i New York.
I efteråret 1940 rejste han til Canada for at slutte sig til Little Norway, som var en norsk flyveskole og træningslejr, som blev oprettet i Canada under den 2. verdenskrig af den norske eksilregering. Han blev uddannet som flytelegrafist og blev sendt til aktiv tjeneste i England.
Efter krigen vendte han tilbage til Danmark, hvor han rejste rundt og holdt foredrag om faderen og om sit eget liv.
Esben Aakjær er i modsætning til sin fader ikke begravet på Jenle. Hans urne er nedsat på kirkegården ved Måbjerg Kirke. 

## Bøger
- Bag blaa Horisonter (1947)

## Fotos fra bogen Bag blaa Horisonter
Esben nr 3 fra venstra og Catalina Vingtor
|  | Artiklen om Esben Aakjær kan blive bedre, hvis der indsættes et (bedre) billede Du kan hjælpe ved at afsøge Wikimedia Commons for et passende billede eller uploade et godt billede til Wikimedia Commons iht. de tilladte licenser og indsætte det i artiklen. |